# جيوزبي تورنتوري
جيوزبي تورنتوري (Giuseppe Tornatore) مخرج إيطالي ولد بباغيريا في جزيرة صقلية في 27 مايو 1956.

## أفلامه
- إجراء شكلي 1994

## روابط خارجية
- جيوزبي تورنتوري على موقع IMDb (الإنجليزية)
- جيوزبي تورنتوري على موقع روتن توميتوز (الإنجليزية)
- جيوزبي تورنتوري على موقع مونزينجر (الألمانية)
- جيوزبي تورنتوري على موقع قاعدة بيانات الأفلام العربية
- جيوزبي تورنتوري على موقع ألو سيني (الفرنسية)
- جيوزبي تورنتوري على موقع ميوزك برينز (الإنجليزية)
- جيوزبي تورنتوري على موقع تيرنر كلاسيك موفيز (الإنجليزية)
- جيوزبي تورنتوري على موقع أول موفي (الإنجليزية)
- جيوزبي تورنتوري على موقع قاعدة بيانات الأفلام السويدية (السويدية)
- جيوزبي تورنتوري على موقع قاعدة بيانات الفيلم (الإنجليزية)